# 만트

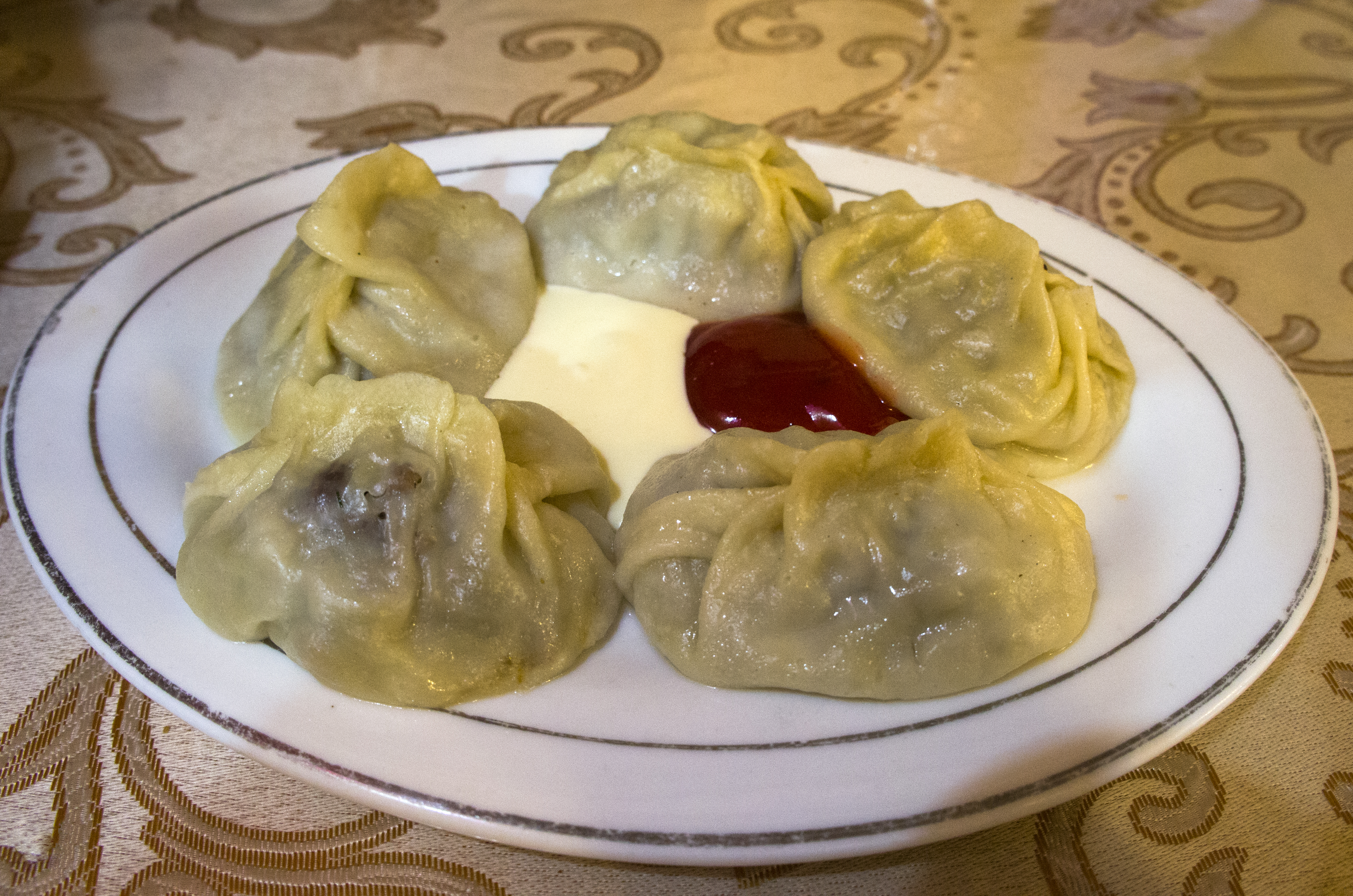
만트

만트(튀르키예어: mantı)는 여러 튀르크계 민족의 전통 음식이다. 만두류 음식의 하나로, 튀르키예 요리 뿐만 아니라 캅카스 요리, 중앙아시아 요리, 헤자즈 요리, 칭전 요리에서도 나타난다.

## 이름
- 만타(위구르어: مانتا)
- 만투(다리어·파슈토어: منتو, 타지크어: манту)
- 만트(바시키르어·키르기스어·타타르어: манты, 아제르바이잔어·튀르키예어: mantı, 우즈베크어: manti)
- 만티(러시아어: манты, 아르메니아어: մանթի)
- 맨트(카자흐어: мәнті)

## 사진

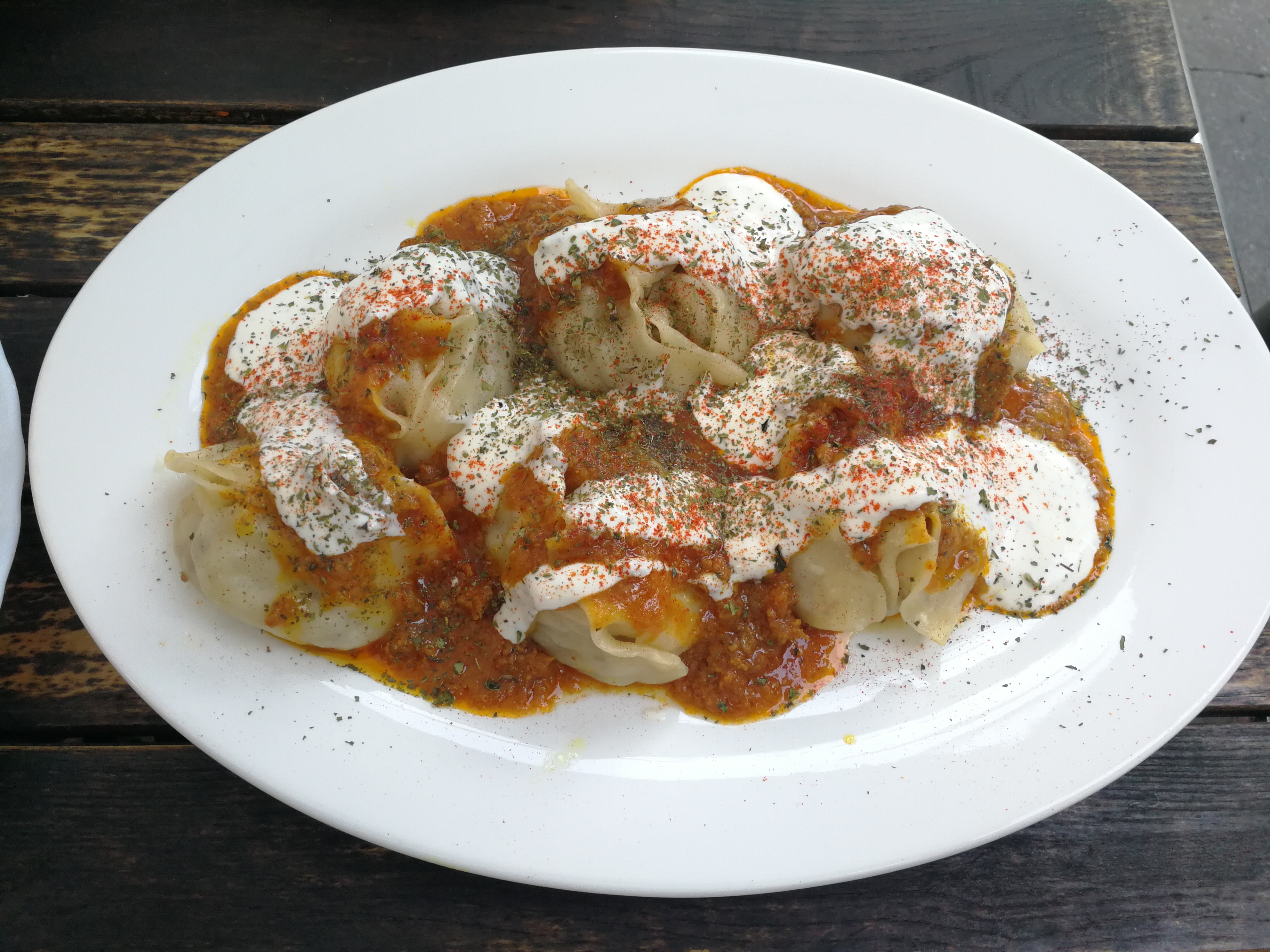
아프가니스탄 만투
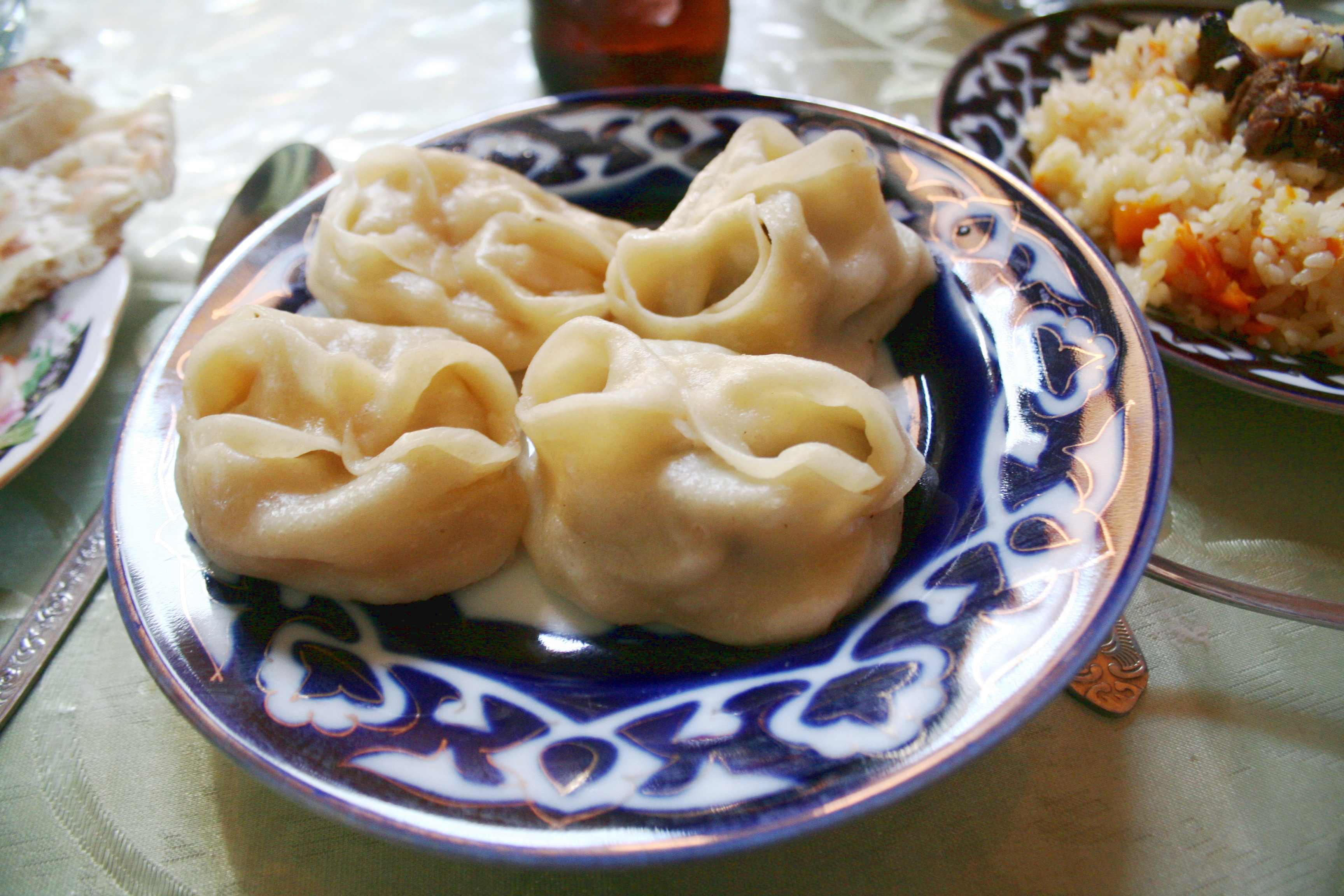
우즈베키스탄 만트
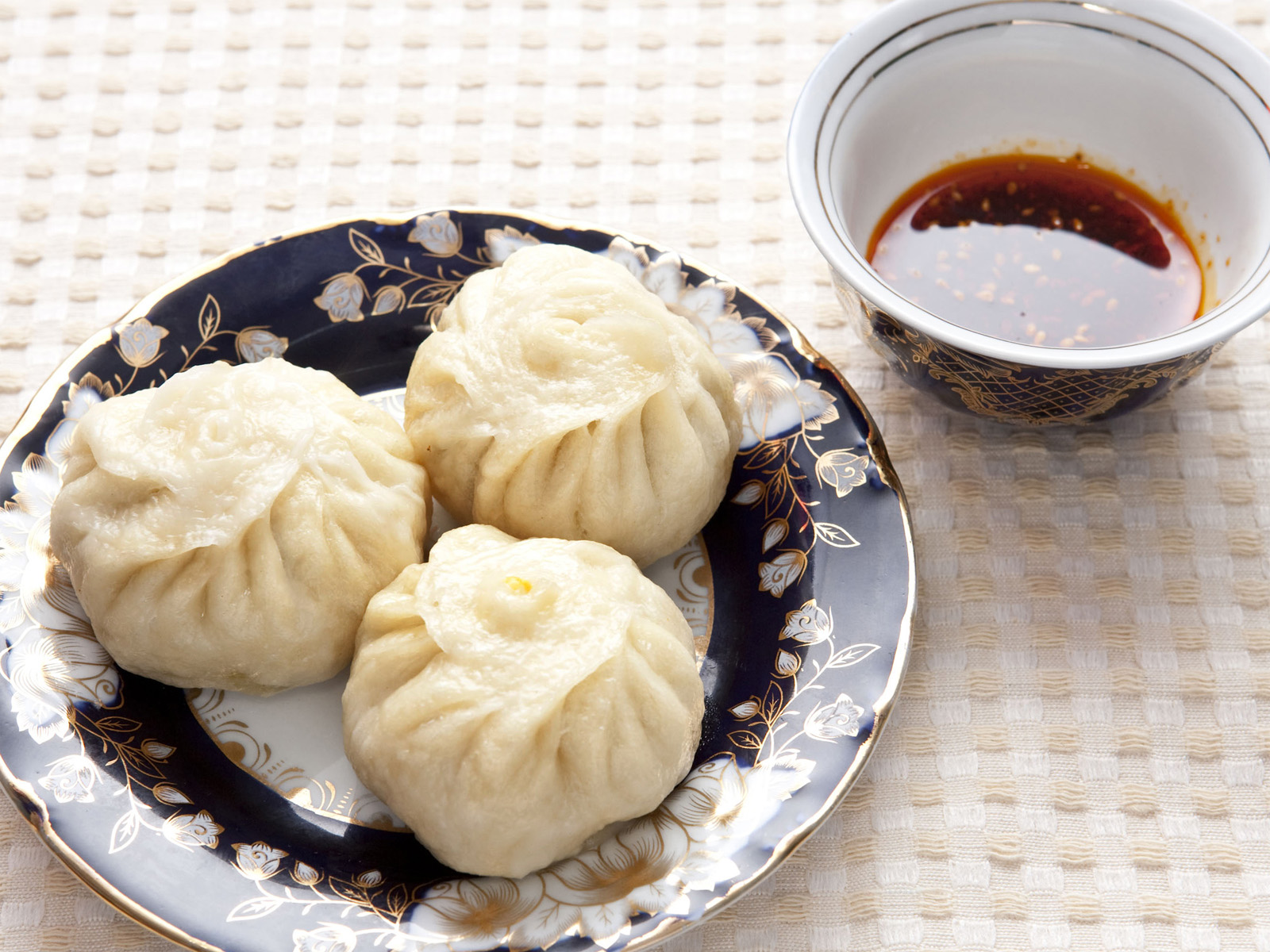
위구르 만타
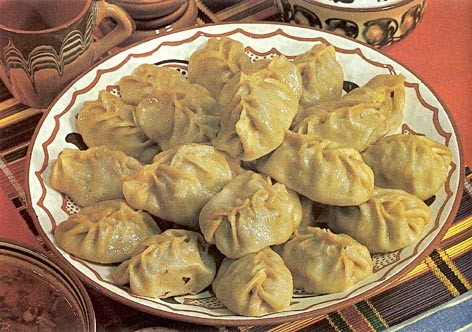
카자흐스탄 맨트
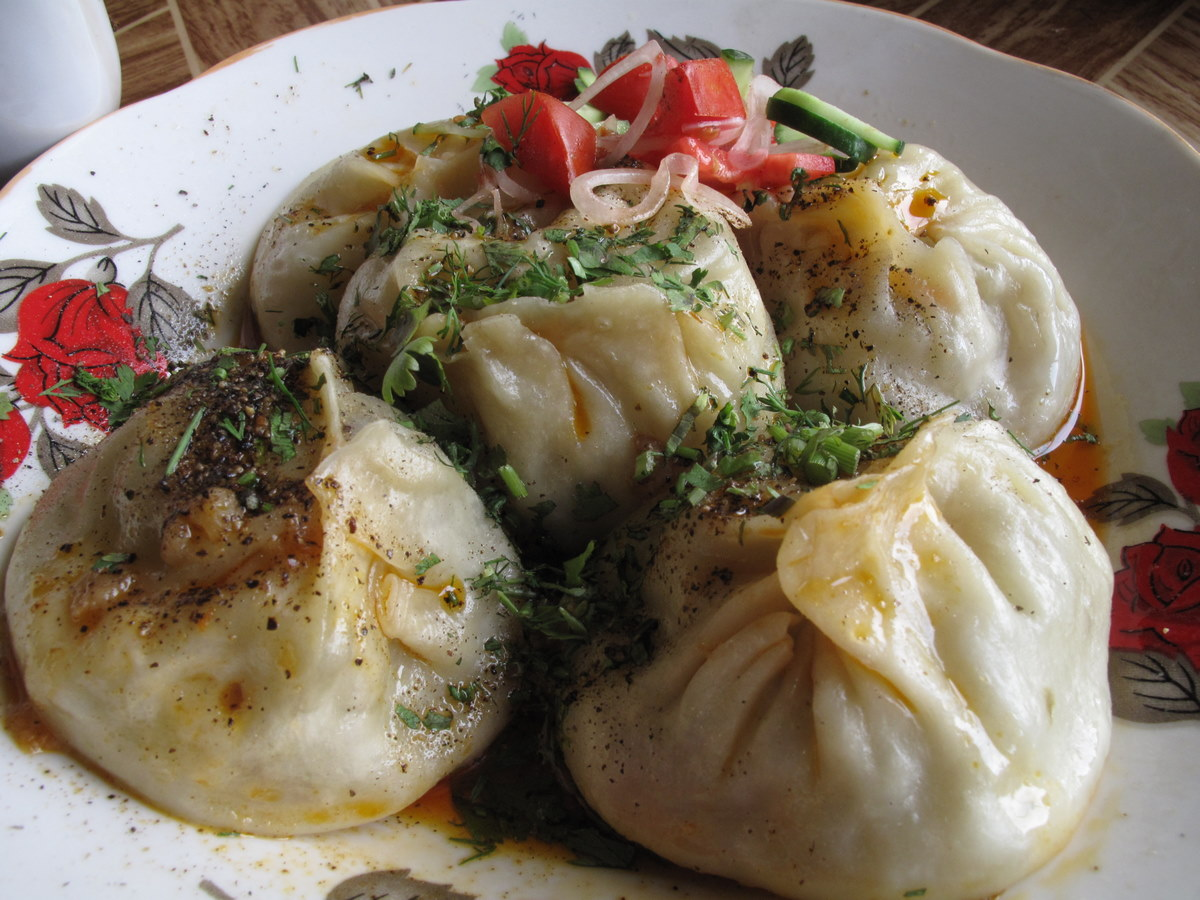
키르기스스탄 만트
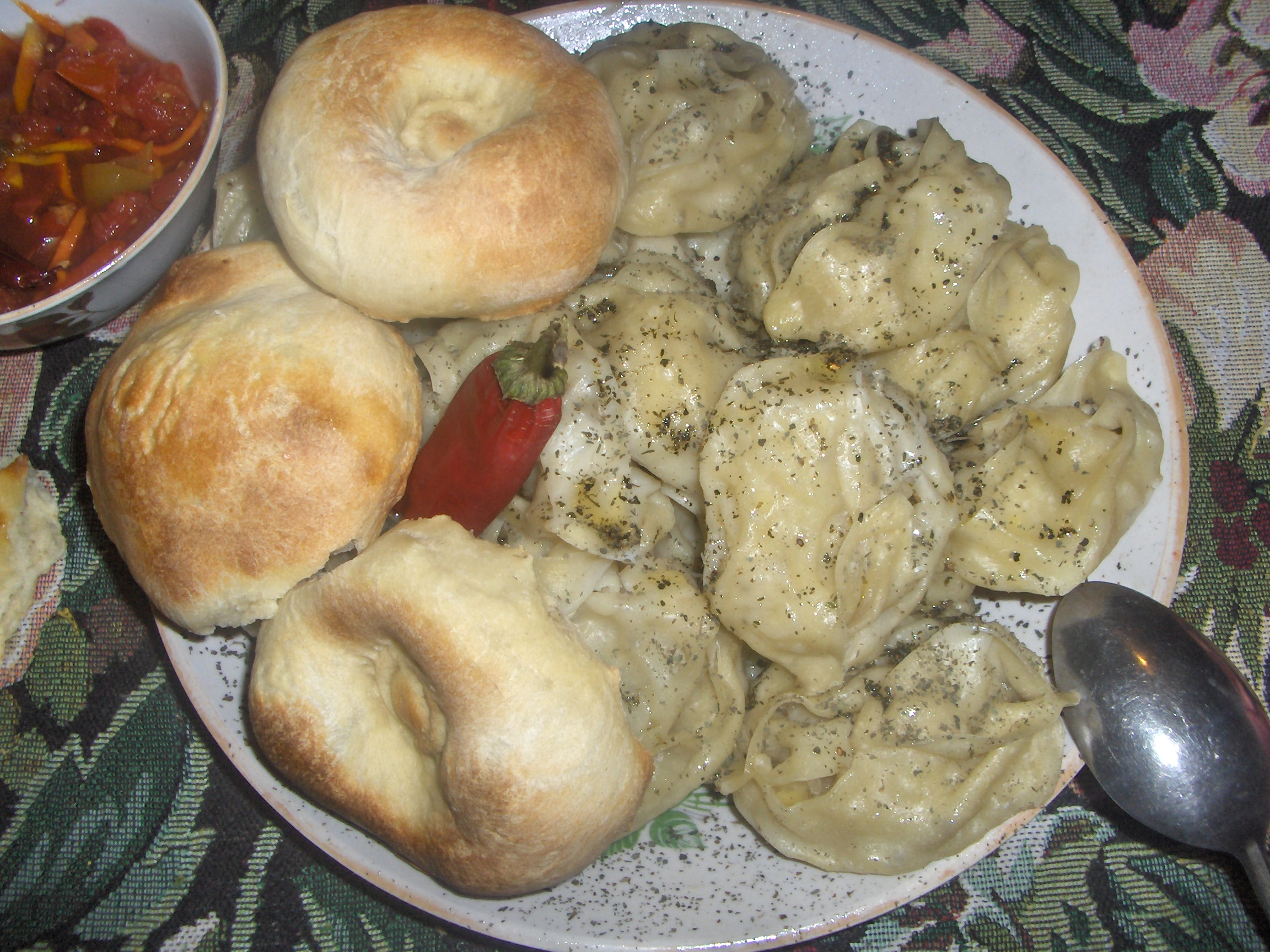
타지키스탄 만투
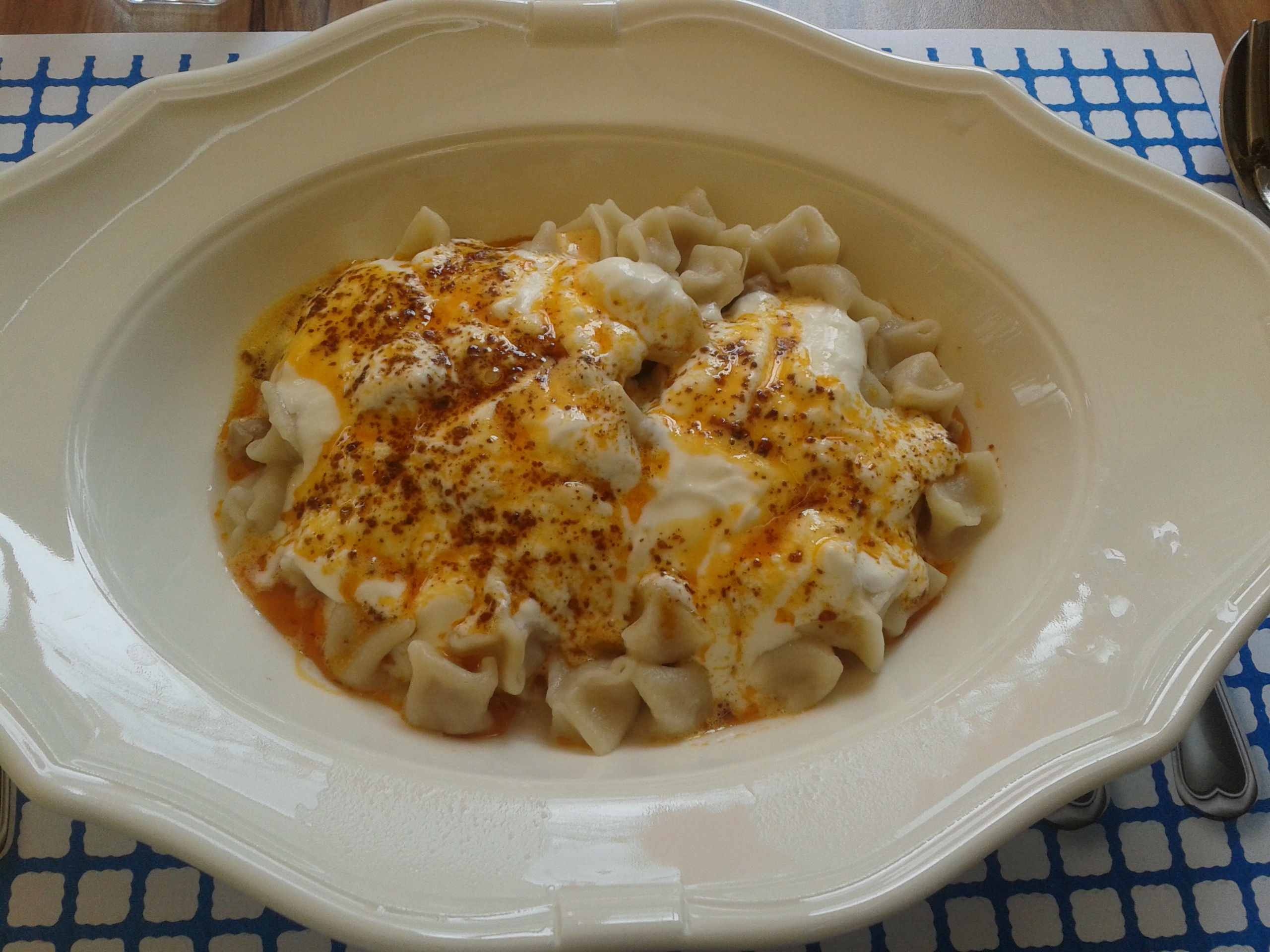
튀르키예 만트

## 같이 보기
- 아샤크
- 힌칼
- 힌칼리
- 소를 넣은 음식 목록